# 송도 인천타워
송도 인천타워(영어: Songdo Incheon Tower) 혹은 인천 타워(영어: Incheon Tower)는 대한민국 인천광역시 연수구 송도국제도시 6, 8공구(인천타워대로)에 계획이 있었고 당초 2013년에 완공 및 개장을 목표로 2008년에 착공한 쌍둥이 빌딩이다.
서울특별시의 롯데월드타워(123층, 555m)보다 높은 지상 151층과 지하 4층, 613m의 쌍둥이 빌딩으로 건설할 계획이었으며, 당초 2013년에 완공되었다면 대한민국 최고층 건물 겸 세계에서 가장 높은 쌍둥이 건물이 되었을 것이다.
건설 비용은 약 30억 달러이며, 연면적은 580만m²넓이의 송도국제도시의 중심이 될 예정이었다. 2013년에 완공 예정이라고 했으나 취소된 상태이다. 하지만 지어질 가능성이 없지는 않다. 2022년 인천타워가 151층, 613m에서 103층, 420m으로 재추진을 했다. 하지만 151층 건물로 해달라고 송도 주민들의 반발로 취소되었다.

## 역사
2006년 2월 인천경제자유구역청과 민간사업자간 양해각서(mou) 체결, 2008년 1월 4일 개발사업시행자 지정했고 (송도랜드마크시티유한회사) 같은 해 6월 20일 건물 착공하였으나 현재 사업 축소 관련하여 사업 재검토 중이지만 공정률은 0%다. 2010년에는 151층에서 102층으로 축소한 적이 있고 결국 2013년 말 송도랜드마크시티가 사업 해약을 하기로 결정하게 되면서 2014년에 최종적으로 무산되었다.
이후 6·8공구 국제공모 부지 사업시 우선협상 대상자가 인천타워를 대체해 인천타워 부지(M6블럭)에 68타워를 건립하겠다고 제안했다. 이에 대해 인천경제청은 우선협상 대상자가 제안한 68층의 오피스텔은 수락할 수 없다, 68층을오피스로 변경할 것을 요구했으나, 우선협상대상 자가 이를 받아들이지 않아 공모사업이 무산됐다. 이후 우선협상 대상자가 소송을 제기했으나 인천경제청이 1심에서 승소했고, 2020. 4. 10. 현재 2심이 진행 중이다.
인천타워는 공식적으로 취소된 상태지만, 송도주민 등 1만 6천 명으로 구성된 주민단체 올댓송도가 2018. 2. 22. THE55 인천타워 민원단(1기)을 출범시키면서 귀추가 주목되고 있다. THE55 민원단은 취소된 인천타워 부활을 위해 출범했으며, 앞으로 대기관 민원 및 면담을 통해 반드시 인천타워를 부활시키겠다고 다짐하고 있다.
2020. 4. 10. 현재 43,582명의 시민모임 송도 최대주민단체 올댓송도는 인천타워 민원단(2기)을 운영하며 누적민원 2 ~ 3만 통 이상을 기록하고 있고 2020 총선에서 3명의 주요 국회의원 후보가 모두 인천타워 복원을 공약토록 하는 기염을 토했다.
또한 인천경제청도 인천타워는 취소된 사업이라는 공식입장에서, 6·8공구 국제공모사업시 인천타워 복원을 위해 최선의 노력을 다하겠다고 입장을 변경한 상태며, 이는 올댓송도 및 송도주민들의 꾸준한 의견제시를 수락한데 따른 것이다.

## 컨소시엄 구성
개발사업시행자로 송도랜드마크시티유한회사로 지정되었으며 컨소시엄 멤버인 포트만홀딩스(Portman Holdings), 삼성물산, 현대건설 및 에스와이엠(SYM & Associates)으로 구성되어 있었다.
이 빌딩은 경제자유구역 개발사업의 핵심 프로젝트로서 인천타워에는 사무실, 호텔, 주거, 콘도미니엄 및 상업시설 등 복합시설이 들어설 예정이었다. 인천광역시는 이 빌딩이 현재 인천 자유공원에 세워진 더글러스 맥아더 장군의 동상을 대체할 인천의 새로운 상징이 되기를 바랬다.

### 내부 시설

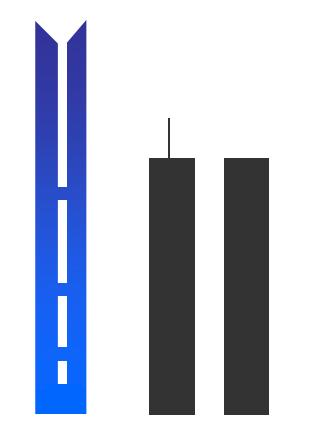
송도 인천타워와 쌍둥이 빌딩인 세계 무역 센터의 높이 비교다.

다음은 송도 인천타워의 내부 시설이다.
| 층수                | 용도             | 면적 (평방 미터) |
| ------------------- | ---------------- | ---------------- |
| 136층 ~ 151층       | 전망대           |                  |
| 103층 ~ 135층       | 메가클럽, 기계실 |                  |
| 99층 ~ 102층        | 레스토랑         | 13.194m2         |
| 71층 ~ 96층         | 콘도미니엄       | 86.702m2         |
| 79층 ~ 80층         | 전망실           | 8.707m2          |
| 59층 ~ 78층         | 아파트           | 169.951m2        |
| 36층 ~ 56층         | 호텔             | 71.124m2         |
| 지상 7층 ~ 36층     | 오피스           | 102.736m2        |
| 지하 4층 ~ 지상 1층 | 지하주차장       | 106.738m2        |

## 같이 보기
- 대한민국의 마천루 목록
- 인천광역시의 마천루 목록
- 100층 이상의 마천루 목록